# Madonna: Tears of a Clown
Tears of a Clown (с англ. — «Слёзы клоуна») — шоу-программа американской певицы Мадонны, первое выступление с которой состоялось в Forum Theatre австралийского Мельбурна 10 марта 2016 года. До этого исполнительница не включала Австралию в предыдущие пять своих туров, однако это произошло во время Rebel Heart Tour (2015—2016). Шоу было сделано для австралийских поклонников, которые так долго ждали её выступления в стране. Мадонна объясняла идею, подвигшую её на создание «Слёз клоуна», как объединение музыки и рассказа, где клоуны — её источник вдохновения. Персонализированные билеты на первый концерт были розданы членам официального фан-клуба Icon, и их нельзя было передать другому посетителю.

## История создания

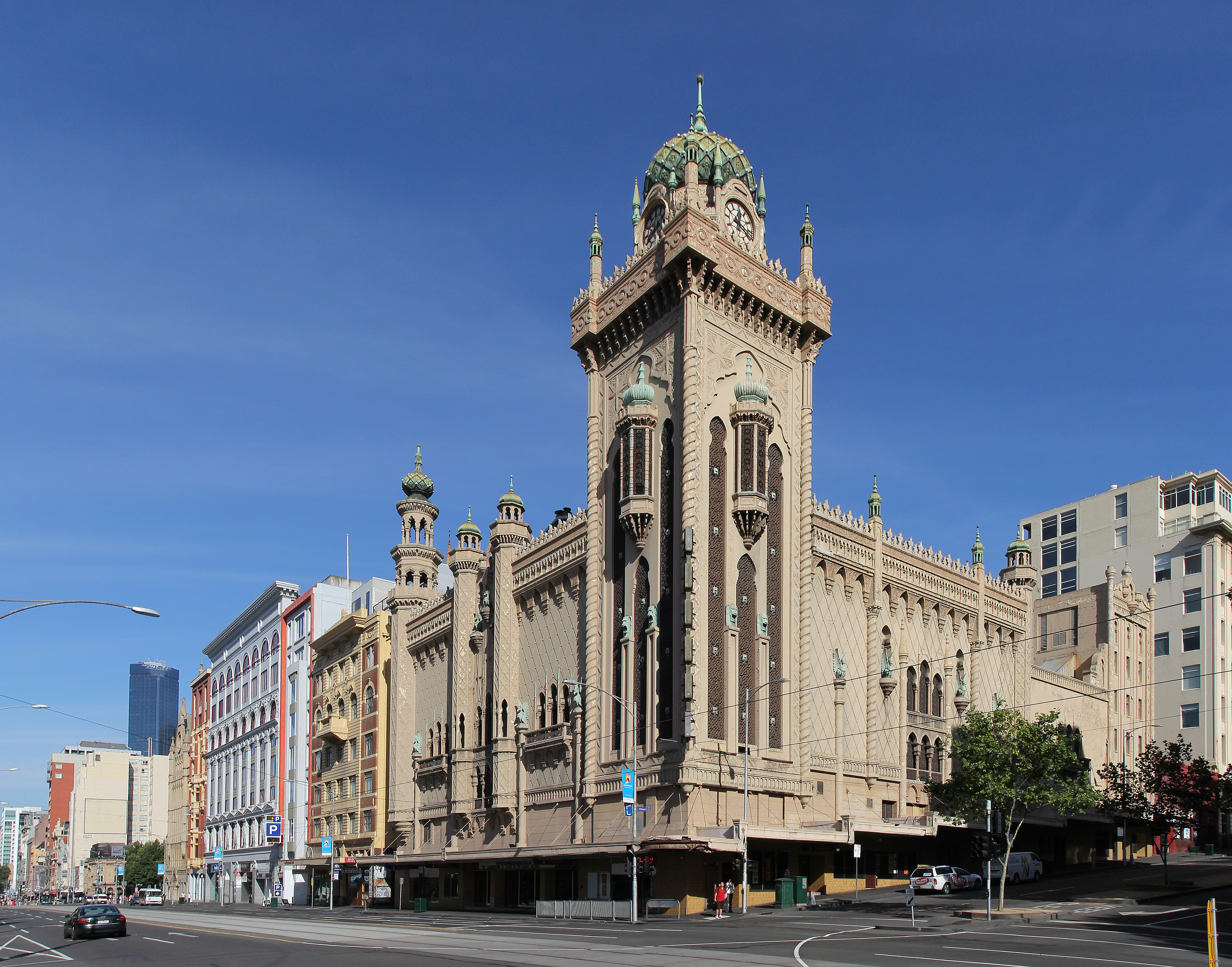
Театр Forum, место проведения концерта в Мельбурне

В последний раз Мадонна была в Австралии в 1993 году с The Girlie Show World Tour, своим четвёртым концертным туром. Певица не приезжала в страну на протяжении пяти предыдущих туров, пока не выпустила свой тринадцатый студийный альбом Rebel Heart (2015). В качестве промо альбома Мадонна анонсировала Rebel Heart Tour, а также подтвердила, что приедет в Австралию, а также впервые посетит Новую Зеландию. Перед приездом в Австралию Мадонна объявила о дополнительном концерте 10 марта 2016 в мельбурнском театре Forum. Концерт для небольшой аудитории позиционировался певицей как смешение музыки, изобразительного искусства и комедии. Спектакль «Мадонна: Слёзы клоуна» был создан специально для ждавших её в стране 23 года австралийских поклонников. Во время промо к альбому Мадонна появилась в апреле 2015 года на программе The Tonight Show Starring Jimmy Fallon. Там она призналась, что «на самом деле я типа комик» и представила свой стендап на программе. Она также добавила: «Я всё время делаю огромные представления, стоимостью в миллиард долларов … денег всё равно никто не зарабатывает … и порой я мечтаю о простоте». Во время концерта она объяснила своё решение сделать «Слёзы клоуна»:

|  | У меня в голове была идея соединить музыку и рассказ — это шоу «Слёзы клоуна». Потому как по сути я считаю себя сказительницей. Но оно до чёртиков сырое, поэтому мне понадобиться вся ваша поддержка. Это от сердца. Я решила показать эту сырую работу, незаконченную репетицию здесь в Австралии, так как чувствую себя виноватой перед вами за отмену приезда с предыдущим туром Извините. Вы были так терпеливы, долго ждали и заслужили подарок — это ваш подарок. Я хочу сделать предупреждение... Если кто-то пришёл посмотреть уже готовое шоу, то лучше выйти за дверь. Это чертовски новый эксперимент. Не знаю, любите ли вы сырое.— Мадонна, 2016 год |
 
Оригинальный текст (англ.) I've had this idea in my head for this show Tears of a Clown which is a combination of music and storytelling. Because at the end of the day I do think of myself as a story teller. But it's rough as f---, so bear with me and give me all the support you can. It's from the heart. I chose to debut this work in progress, this rough rehearsal, here in Australia because I feel so bad about cancelling on you guys the last time. I'm sorry. You've been so patient, you waited for so long, I feel like I owe you a present, so this is your present... I want to make a disclaimer... If anyone thinks they came here to see a finished final show, there's the door. This is some brand spanking new shit. I don't know if you like it raw.

## Содержание

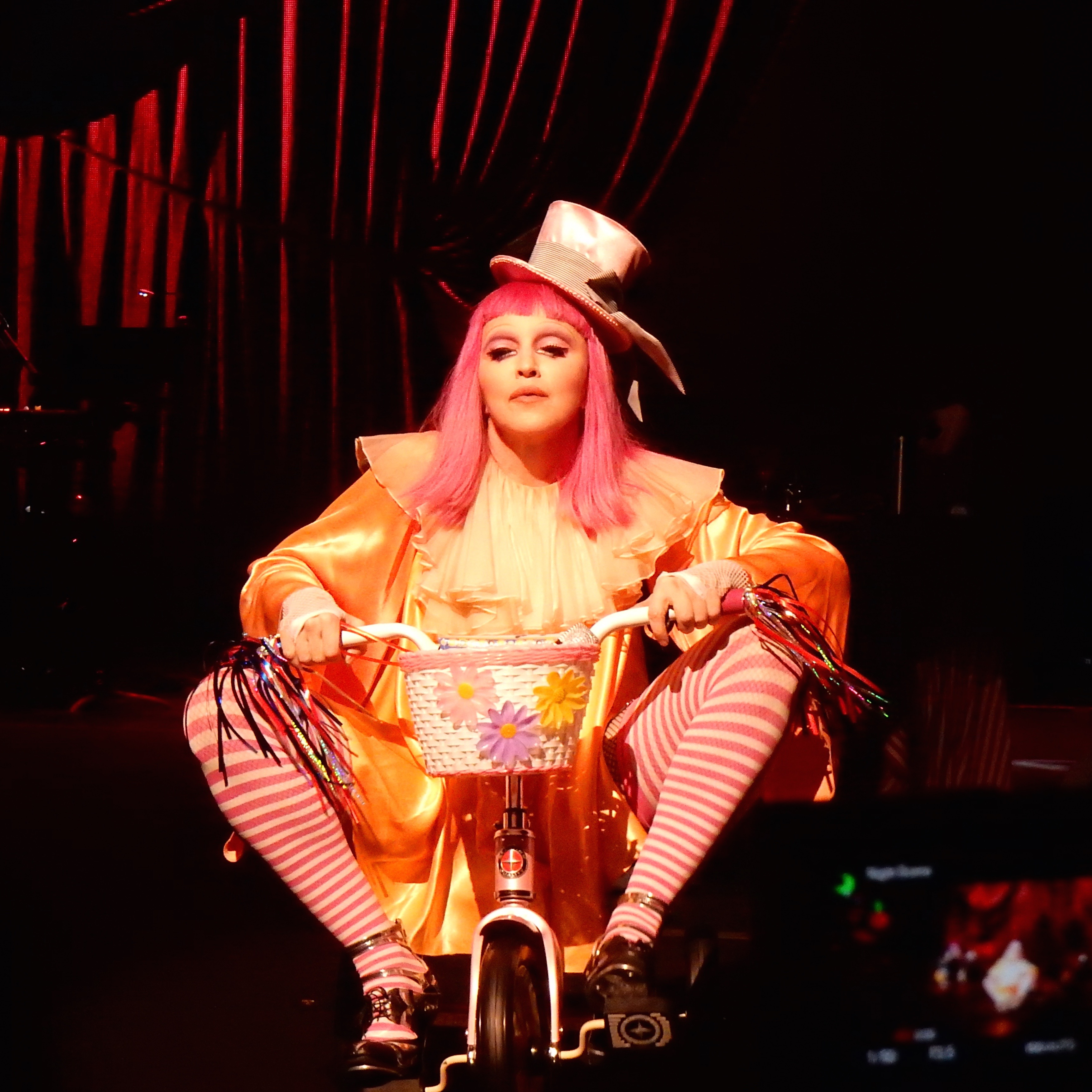
Мадонна появилась на сцене на трёхколёсном велосипеде в костюме клоуна

## Сетлист
Сетлист выступления в Мельбурне.
1. «Send In the Clowns»
2. «Drowned World/Substitute for Love»
3. «X-Static Process»
4. «Between the Bars»
5. «Nobody’s Perfect»
6. «Easy Ride»
7. «Intervention»
8. «I’m So Stupid»
9. «Paradise (Not for Me)»
10. «Joan of Arc»
11. «Don’t Tell Me»
12. «Mer Girl»
13. «Borderline»
14. «Take a Bow»
15. «Holiday»

## Даты концертов
| Дата           | Город    | Страна    | Площадка      | Посещаемость |
| -------------- | -------- | --------- | ------------- | ------------ |
| 10 марта 2016  | Мельбурн | Австралия | Forum Theatre | 1,500        |
| 2 декабря 2016 | Майами   | США       | Faena Forum   | 500          |